# Verwaltungsgemeinschaft Schöllnach
Die Verwaltungsgemeinschaft Schöllnach liegt im niederbayerischen Landkreis Deggendorf und wird von folgenden Gemeinden gebildet:
1. Außernzell, 1544 Einwohner, 24,11 km²
2. Schöllnach, Markt, 4951 Einwohner, 39,90 km²

Sitz der Verwaltungsgemeinschaft ist Schöllnach.
Als drittes Mitglied gehörte von der Gründung bis 31. Dezember 1989 die Gemeinde Iggensbach der Verwaltungsgemeinschaft an.